# Ronald Burrell
Ronald Burrell (* 21. Juli 1983 in New Jersey) ist ein US-amerikanischer Basketballtrainer und ehemaliger -spieler.

## Werdegang
Während seines Studiums spielte Burrell an der Universität von North Carolina in Greensboro für die Spartans in der NCAA Division I. Nach seinem Studium 2005 wechselte er nach Europa und spielte seine erste Saison im Ausland bei Levallois in der zweiten französischen Liga LNB Pro B. Im Anschluss wurde er vom deutschen Meister RheinEnergie Köln für die Bundesliga-Saison 2006/07 sowie die EuroLeague 2006/07 verpflichtet. Am Ende der Saison wurde der Verein 2007 deutscher Pokalsieger im Endspiel gegen die Artland Dragons, schied aber als Titelverteidiger gegen diese Mannschaft im Halbfinale der Meisterschaft aus. Burrell wechselte anschließend zur BBL-Saison 2007/08 zum rheinischen Rivalen Telekom Baskets Bonn. Mit der Mannschaft wurde er am Ende der Saison Vizemeister, als man Alba Berlin unterlag, das unter anderem Bobby Brown, mit dem Burrell ab 2010 in Polen zusammenspielte, in seinem Aufgebot hatte.
Ab 2008 spielte Burrell bei Prokom Trefl Sopot in der ersten Liga Polens, 2009 wechselte der polnische Meister unter dem Sponsorennamen Asseco Prokom in die größere Stadt Gdynia und verteidigte seinen Titel erfolgreich. Nachdem der Verein in der höchsten europäischen Spielklasse EuroLeague bereits in der Saison 2008/09 die Runde der besten 16 Mannschaften erreicht hatte, schaffte man in der Spielzeit 2009/10 sogar den Einzug in die Viertelfinal-Play-offs, wo die Mannschaft, in der neben Burrell unter anderem der deutsche Nationalspieler Jan-Hendrik Jagla spielte, gegen den griechischen Verein Olympiakos Piräus in vier Spielen ausschied.
Ab der Saison 2011/2012 spielte Burrell für den Bundesligisten EWE Baskets Oldenburg. Er erhielt einen Einjahresvertrag mit der Option auf ein weiteres Jahr in Oldenburg. Diese Klausel zur Vertragsverlängerung wurde von den Niedersachsen für die Saison 2012/2013 genutzt. Anschließend erhielt Burrell in Oldenburg keinen neuen Vertrag.
Anfang Juli 2013 unterzeichnete Burrell einen Vertrag beim Bundesligisten Medi Bayreuth. Dort traf er auf seinen ehemaligen Trainer aus Oldenburger Tagen Predrag Krunić. In Bayreuth bestritt er die letzten seiner insgesamt 216 Bundesligaeinsätze. Burrell spielte später noch für zwei Zweitligisten in Frankreich.
Burell schlug in seinem Heimatland eine Trainerlaufbahn ein. Er gehörte dem Stab der Florida Atlantic University an und erlangte an der Hochschule einen Abschluss im Fach Betriebswirtschaftslehre. In der Saison 2018/19 war er für die NBA-Mannschaft Brooklyn Nets tätig, arbeitete als Mitglied des Trainerstabes in den Bereichen Gegnersichtung und Spielerentwicklung mit. 2019 wurde er Assistenztrainer bei den Long Island Nets in der NBA G League, arbeitete 2020/21 in leitender Stellung im Bereich Spielerentwicklung für die Chicago Bulls, war 2021/22 Assistenztrainer bei den College Park Skyhawks (NBA G League) wurde und 2022 Cheftrainer der Long Island Nets. Unter seiner Leitung gelangen Long Island in der Saison 2022/23 insgesamt 23 Siege, es gab neun Niederlagen. Burrell wurde in der NBA G League als bester Trainer der Saison ausgezeichnet. Im Sommer 2023 wechselte er als Assistenztrainer zu den Brooklyn Nets in die NBA. Dort war er bis zum Ende der Saison 2023/24 tätig.
Ende Juli 2024 gaben die Portland Trail Blazers (ebenfalls NBA) seine Verpflichtung als Assistenztrainer bekannt.